# Manliff Barrington
Manliff Barrington (Monkstown (County Dublin), 1910 - 1999) was een Iers motorcoureur. Hij won twee keer een wedstrijd in de Isle of Man TT.
Manliff Barrington was de zoon van de importeur van CAV Ltd, een bedrijf dat dieselpompen voor tractoren leverde. Hij reed zijn eerste wedstrijden op het Eiland Man in 1935, toen hij met een Vincent-HRD elfde werd in de 500cc Senior TT. In dat jaar startte hij met een Excelsior in de 250cc Lightweight TT en in de 350cc Junior TT, maar hij viel uit in beide klassen. In 1936 viel hij met Vincent-HRD uit in de Senior TT. In 1937 werd hij met een Norton vijftiende in de Junior TT. In die tijd racete hij af en toe ook met auto's en in 1937 werd hij vierde in Phoenix Park met een Rapier. In 1938 startte hij weer met een Vincent-HRD in de Senior TT, maar weer viel hij uit.
Na de Tweede Wereldoorlog kwam de topcoureur Stanley Woods niet meer terug op de circuits, maar hij introduceerde Manliff Barrington bij het team van Moto Guzzi. Hij won in 1947 meteen de eerste naoorlogse Lightweight TT vóór zijn teamgenoot Maurice Cann. Het was een controversiële overwinning, want waarschijnlijk hadden de tijdwaarnemers zich een minuut vergist in het voordeel van Barrington en was Cann de eigenlijke winnaar. De Isle of Man TT wordt als tijdrit gereden, waardoor alleen de tijd bepalend is voor de klassering van de coureurs. In 1948 startte Barrington in de Lightweight TT met een Moto Guzzi en in de Junior TT met een Norton, maar hij haalde in geen van beide klassen de finish. In 1949 deed hij hetzelfde, maar nu won hij de Lightweight TT voor de tweede keer, nadat Dario Ambrosini met zijn Benelli gecrasht was. Dit was de eerste 250cc wedstrijd in het juist ingestelde wereldkampioenschap wegrace. Manliff Barrington scoorde hierdoor 10 punten voor het wereldkampioenschap, maar hij hield het bij races op het Eiland Man en daardoor werd hij zesde in het 250cc wereldkampioenschap. In 1950 kwam hij in de Junior TT aan de start met een AJS, maar hij werd slechts 39e. In de Senior TT viel hij uit met een Vincent. In 1951 startte hij zowel in de Junior- als de Senior TT met Nortons. In de Junior viel hij uit, maar in de Senior werd hij vijfde. 
In de training van de Senior TT van 1952 reed Barrington met een Norton Manx. Bij Ballaskyr kreeg hij een vastloper doordat de drijfstang van zijn Norton dwars door het carter stak. Barrington bleef op zijn motor zitten tot hij na 220 meter een telegraafpaal raakte. Hij verbleef daarna drie maanden in Nobles Hospital in Douglas om te herstellen van een gebroken heup, maar hij zou nooit meer racen.

## Isle of Man TT resultaten
| Jaar | Klasse         | Team       | Motorfiets          | Plaats |
| ---- | -------------- | ---------- | ------------------- | ------ |
| 1935 | Lightweight TT | Privé      | Excelsior           | DNF    |
| 1935 | Junior TT      | Privé      | Excelsior           | DNF    |
| 1935 | Senior TT      | Privé      | Vincent-HRD         | 11     |
| 1936 | Senior TT      | Privé      | Vincent-HRD         | DNF    |
| 1937 | Senior TT      | Privé      | Norton              | 15     |
| 1938 | Senior TT      | Privé      | Vincent-HRD         | DNF    |
| 1947 | Lightweight TT | Moto Guzzi | Moto Guzzi Albatros | 1      |
| 1948 | Lightweight TT | Moto Guzzi | Moto Guzzi Albatros | DNF    |
| 1948 | Junior TT      | Privé      | Norton 40M Manx     | DNF    |
| 1949 | Lightweight TT | Moto Guzzi | Moto Guzzi Albatros | 1      |
| 1949 | Junior TT      | Privé      | Norton 40M Manx     | 18     |
| 1950 | Junior TT      | Privé      | AJS 7R              | 39     |
| 1950 | Senior TT      | Privé      | Norton 30M Manx     | 5      |
| 1951 | Junior TT      | Privé      | Norton 40M Manx     | 17     |
| 1951 | Senior TT      | Privé      | Norton 30M Manx     | 5      |